# オーベルストドルフ
オーベルストドルフ (Oberstdorf オーバーストドルフとも) はドイツ連邦共和国バイエルン州シュヴァーベン行政管区のオーバーアルゴイ郡に属す市場町で、ミュンヘン、レングリースに次ぐ同州第3の面積を持つ基礎自治体である。ドイツで最も南に位置する集落であり、町の中心部から17km南西にはドイツ最南端地点がある。
オーベルストドルフはアルゴイアルプスに臨む保養地、温泉地である。さらにアルペンスキーやクロスカントリースキー、スキージャンプ、アイススケートといったウィンタースポーツ競技会の開催地であり、さらに登山家を集める場所でもある。

## 歴史
石器時代～ローマ帝国の間には既に人が住んでいた。
3世紀にローマ人がライン川上流部東岸及び北岸を放棄して以降多くのゲルマン人が流入し、彼らは後にアレマン人と呼ばれるようになった。
1141年に初めて記録に現れた。
1495年、後に神聖ローマ帝国皇帝となるマクシミリアン1世が、市場と高等裁判所を設置する権利を与えた。
1518年、MontfortのCount Hugoが、Tiefenbachに現代の温泉施設の先駆けとなる硫黄温泉を設置した。
第二次世界大戦中は、村周辺の山地でドイツ国防軍の山岳兵が訓練された。
戦後はフランスとメキシコの兵士が駐留した。

## 観光

### 交通
鉄道のオーベルストドルフ駅は近隣のターミナル駅となっているが、非電化単線の終点である。(インメンシュタット - ゾントホーフェン - フィッシェンインアルゴイ - オーベルストドルフ)
オーストリア方面へは車でしか移動できない。
ネーベルホルン山やフェルホルン山に向かうゴンドラがあり、ドイツとオーストリアにまたがる山岳ツアーの基点となっている。
鉄道
中心となる駅：オーベルストドルフ駅
- ドイツ鉄道（DB）

インメンシュタット - オーベルストドルフ線
道路
一般国道 (連邦道路)
- B19（ドイツ語版）

## スポーツ
特にウィンタースポーツでオーベストドルフは特別な役割を果たしている。オリンピックトレーニングセンターを含めいくつかの冬季スポーツセンターや、カーリング、フィギュアスケート、クロスカントリースキー、スキージャンプなどの課目を持つスポーツ専門学校がある。
また各競技で世界的な競技会も開催されている。
- ノルディックスキー
  - ノルディック複合
    - 1987, 2005 - ノルディックスキー世界選手権
    - 2004, 2007 - ノルディック複合ワールドカップ

  - スキージャンプ**
    - スキージャンプ週間
    - 1973, 1981, 1988, 1998, 2008 - スキーフライング世界選手権

  - クロスカントリースキー
    - 1986, 1996, 2004, 2006 - ノルディックスキーワールドカップシリーズクロスカントリー
- フィギュアスケート
  - ネーベルホルン杯
  - 1982, 2000, 2007 - 世界ジュニア選手権
  - 国際アダルトフィギュアスケート選手権
  - ババリアンオープン
- カーリング
  - 1994 - 世界カーリング選手権
  - 1992 - 世界ジュニアカーリング選手権
  - 2000 - ヨーロッパカーリング選手権
- スノーボード
  - 1998, 1999, 2001 - スノーボード・ワールドカップ
- ショートトラック
  - 1999 - ヨーロッパショートトラックスピードスケート選手権大会
- フリースタイルスキー
  - 2002, 2004 - フリースタイルスキー・ワールドカップ モーグル

## 姉妹都市
ムジェーヴ（フランス、オート＝サヴォワ県）

## 出身者
- シルビオ・スマルン - フィギュアスケート選手
- ヴォルフガング・エッガー - カーデザイナー
- ゲオルク・シュペート - スキージャンプ選手
- カトリン・ツェラー - クロスカントリースキー選手
- アンドレアス・バウアー - スキージャンプ選手
- マックス・ボルカート - スキージャンプ選手
- ヨハネス・ルゼック - ノルディック複合選手